# スヴャジインベスト
スヴャジインベスト（ロシア語: ОАО «Связьинвест»）はロシア最大の政府系通信持株会社。1994年11月25日付の大統領令第1297号によって設立され、1995年9月18日100%国営企業として登記された。なお株式は90年代後半に一部民間に公開されている。「スヴャージ」（Связь）はスラブ語系の「通信」を意味する言葉。
2013年10月に関連合資会社と共にロステレコムと合併し、スヴャジインベストは全活動を停止した。

## 概要
スヴャジインベストはロシア大統領令第1989号（1994年10月10日付）「ロシア連邦における公衆交換回線網の国家管理に関する特令について」、政府決議第1297号（1994年11月25日付）および第742号（1995年7月24日）に基づき、ソ連時代の国有通信事業者85社を統合して設立され、1995年9月18日に正式に登記された。
1997年5月23日、ロシア連邦財産基金及びロシア連邦国家財産管理委員会は、政府決議第618号に基づきスヴャジインベスト株の25％＋1株を公開した。
1999年11月、スヴャジインベスト社の取締役会は、同社が運営管理会社へ事業を転換する旨定款を変更した。運営管理会社への移行手段の一環として子会社を各地域一社に統合して運営体制を改善するなどの方策をとっている。
スヴャジインベストは、中央テレコム、ノースウェストテレコム、ヴォルガテレコム、南テレコム、ウラルスヴャジインフォルム、シビリテレコム、ダリスヴャジの通信大手7社の主要株主である。またロステレコム（長距離電話事業者）、セントラルテレグラフ、ダグスヴャジインフォルム、ギプロスヴャジも傘下に置く。1991年以降に設立された類似の他社に比べてスヴャジインベスト・グループがサービスを提供する範囲はロシア最大であり、モスクワを中心に事業を展開するシステマと並んでロシア通信事業者の2台巨頭とされている。